# 安元洋貴
安元洋貴（日语：／ Yasumoto Hiroki，1977年3月16日— ）是日本的男性聲優。山口縣出身，身高179㎝，體重68㎏。日本駒澤大學法律學系畢業。所屬事務所為Sigma Seven。

## 簡歷

### 聲音特色
- 擁有非常低沉音質的美聲，大多配嚴肅或冷酷型的美青年，大多飾演認真老實的角色或是冷酷無情的敵方角色較多，但是，也飾演過許多像「狂亂家族日記」中亂崎帝架那樣滑稽的角色。

### 来歴・逸話
- （俳協的聲優養成學校）、The・声優塾、出身。主要以旁白工作為居多，在『洛克人EXE Stream』中飾演カーネル一角之後，固定角色方面的工作也開始多了起來。
- 能獲得茶渡這個角色的契機，是恩師辻谷耕史與其經紀人說「安元很有趣喔，也用在動畫上面看看吧！」的關係才參與試選會。

### 暱稱由來
- 飼主
  - 同事務所的中村悠一在一段時間內由於體重原因被勒令禁肉減肥，安元卻偷偷餵食他肉吃。當然不光是這個時候，就是平時也經常餵中村東西吃，據說安元的博客日記基本上可以看作“肉村養成日記”，因而被喚為“飼主”。
- 良心君
  - 出自神谷浩史與小野大輔的廣播DGS。在DGS中最正常且超級老好人的安元（本人自言在全日本好人排名靠前），甚至有戲言安元是含著好人卡出生的最後的良心君。因而被喚為“良心君”。
- Y元
  - 安元本人很喜歡用姓名的某一個字母外加其後的第二個字來稱呼某人，比如稱自己Y元，稱遊佐浩二Y佐，稱鈴木達央T央，稱寺島拓篤T島等等。

## 人物
- 雖然偏好大型犬、但飼養一隻叫ギンコ的玩具貴賓犬（母），溺愛到以『公主』來稱呼它。
- 非常喜歡重金屬音樂。
- 擁有20副以上的眼鏡。
- 中學時代有過在加拿大寄宿家庭的經驗。
- 大学時代的社團是廣播研究會。俳協所属中佐藤朝問（日语：佐藤アサト）是他的前輩。
- 有1位姐姐，在就職時期曾替安元說服父親，之後一直在她面前抬不起頭來。
- 興趣是鍛鍊肌肉。
- 被說過和父親的聲音十分相似。本人也曾說過「如果父親進入聲優界的話自己恐怕就沒工作了。（因為工作會被父親搶去）」這樣的話。（於廣播『電撃大賞』2008年11月8日放送時的發言）。
- 經常在自己出演的節目中，對同業者（特別是男性聲優）進行八卦爆料。
- 自己的名字（やすもと）時不時被誤會為稀有的姓的「あんげん」。
- 喜歡的名牌是roar、SHELLAC。
- CAPCOM公司出品的對戰遊戲《魔域幽靈》中使用角色Anakaris（アナカリス），在當時的遊戲中心立於不敗地位，本人對此頗自豪。自曝在學生時代深陷足球遊戲及賽馬遊戲因此成績一落千丈。
- 對於女性，第一注意的地方是腳（その執事、狂騒～赤いヴァレンタイン～活動中的發言）。
- 曾經爆料在小學的時候左腕曾骨折過，原因是因為自己覺得自己是英雄，於是從二樓跳了下去，結果手上綁了繃帶和夾板。在這種情況下上了飛機，然後手就開始發出聲響，於是在後面的小學的某同學就說“安元的手腕是經過受控機體改造過的”，於是當時大家都喊他“眼鏡蛇”。

## 出演作品

### 電視動畫
2004年
- 犬夜叉（村民）
- 今日大魔王（大西馬隆幹部）
- 校園迷糊大王（東鄉雅一、郡山老師）
- BLEACH （茶渡泰虎）
- 洛克人EXE Stream（カーネル）
- （海盜B）

2005年
- 王牌鑑定人（Gallery Fake）（ジョルジョ）
- 極上生徒會（醫師B）
- 地獄少女（播報員、桐野春樹）
- 交響詩篇（ノーマ01）
- 機獸創世紀（バイド大佐）
- 奏光之Strain（ドニィ）
- 到另一個你的身邊去（カーソルマンB、醫療組）
- 蜂蜜與四葉草（中村辰吉）
- 洛克人EXE BEAST（ゾアノカーネル / カーネル、イエティマン）

2006年
- 魔女之刃（警官）
- 童話槍手小紅帽（Ethel、影之聲）
- （店員）
- 玻璃艦隊（士兵C）
- （新聞播報員、其他）
- 地獄少女 二籠（牧村達彥、誠人之父、釣客）
- 校園迷糊大王 二學期（東鄉雅一、郡山老師、鈴木優）
- 009-1（男）
- Soul Link（研究員）
- 數碼寶貝拯救者（托瑪的父親）
- TOKYO TRIBE2（ファルコン城ヶ崎）
- （遺跡的村民）
- 妖逆門（雲外鏡）
- （記者B）
- 備長炭（男）
- BLACK BLOOD BROTHERS（凱因·渥洛克）
- （鷹栖正樹）

2007年
- 威爾貝魯物語：威爾貝魯的姐妹（隊長）
- 鐵馬少年（觀眾）
- 君吻 pure rouge（マスター、老師、主廚）
- CODE-E（4班導師）
- 節哀唷♥二之宮同學（バニー、隊員バニー）
- 棋靈少女（男播報員、記者B）
- 灼眼的夏娜Ⅱ（“吼号呀”ビフロンス）
- 光明之淚X風（ヒョウウン、ジード）
- 無敵偵探貴公子（TV播報員）
- 逮捕令（鮫島、男）
- 奔向地球（アタラクシア市長、シド・ヨーハン、隊長、其他）
- 同人Work（賈斯汀）
- 交響情人夢（奧利佛、男學生A、男學生C）
- 爆丸（鐵拳石像）
- Baccano!（比爾·蘇利文）
- 暮蟬悲鳴時 解（警官、醫師、教授、村民、其他）
- 英雄時代（赫拉克勒斯、奇利斯）
- （老師、謎樣男子）
- （男）
- 魔人偵探腦嚙涅羅（筑紫侯平）
- 蟲之歌（車站人員）
- 魔法人力派遣公司（尤戴克斯·特羅迪）
- 羅密歐×茱麗葉（議長）

2008年
- 惡作劇之吻（格次郎、F班導師、醫師、太陽眼鏡男、醫生、野狗、西村專務）
- 吸血鬼騎士（夜刈十牙）
- 吸血鬼騎士 Guilty（夜刈十牙）
- 神槍少女-IL TEATRINO-（法蘭克）
- 卡辛 Sins（機器人）
- 狂亂家族日記（亂崎帝架/沙克）
- 黑執事（阿格尼）
- CRYSTAL BLAZE（グラハム）
- （的手下）
- 全力兔（ダンチョウ）
- 迷宮塔 ～烏魯克之盾～（烏托）
- 夏目友人帳（ススギ）
- 新·安琪莉可 Abyss
- 新·安琪莉可 Abyss -Second Age-（宇宙意志）
- 乃木坂春香的秘密（竹浪）
- 交響情人夢 巴黎篇（奧利佛）
- 破天荒遊戲（中士）
- BLASSREITER（XAT1班A、研究員→、大國代表A、隊隊長）
- 女神異聞錄 ～三位一體之魂～（有働泰市）
- 魔法使的條件 夏日的天空（藍本榮治）

2009年
- 加奈日記（旁白）
- CLANNAD ～AFTER STORY～（服務生）
- 蒼天航路（張遼）
- 迷宮塔 ～烏魯克之劍～（烏托）
- （村田英雄）
- 夏日風暴！〜春夏冬中〜（村田英雄）
- 乃木坂春香的秘密 第二季（竹浪）
- FAIRY TAIL魔導少年（艾爾夫曼）
- 義呆利 Axis Powers（德國）

2010年
- 妖怪少爺（青田坊）
- 黑执事II（阿格尼）
- 信蜂
- 無頭騎士異聞錄 DuRaRaRa!!（ヒロシ）
- Battle Spirits 少年激霸彈（ガーナ）
- 熱拳本色1 影道編（野火）
- SDガンダム三國伝～BraveBattleWarriors～（關羽鋼彈）

2011年
- 銀魂'（勾狼）
- 「C」（牧田直也）
- 哆啦A夢（隊長、導演、刑警、魚、帥氣的權助 其他）
- 神的記事本（電柱）
- FAIRY TAIL魔導少年（艾爾夫曼）
- 便·當（遠藤忠明）

2012年
- FAIRY TAIL魔導少年（艾爾夫曼）
- 男子高中生的日常（副會長）
- 創聖大天使EVOL（出雲·神呂木）
- 緋色的碎片（艾恩）
- 刀劍神域（艾基爾／安德魯·基爾巴特·米爾斯）
- 伊克西翁傳說 DT（旁白）
- 黑子的籃球（武內源太）

2013年
- 閃亂神樂（村雨）
- 幕末義人傳 浪漫（謎之提督〈培理〉）
- 問題兒童都來自異世界？（賈爾德·蓋斯帕）
- 打工吧！魔王大人（艾伯特·安迪）
- 義呆利 The Beautiful World（德國）
- 現視研 第二代（久我山光紀）
- 惡魔高校D×D NEW（可卡比勒）
- 魔界王子 devils and realist（巴風特）
- 眼鏡部！（白銀穗貴）
- 飆速宅男（金城真護）
- 東京闇鴉（角行鬼）
- 刀劍神域 Extra Edtion（艾基爾／安德魯·基爾巴特·米爾斯）

2014年
- 最強銀河 究極ZERO Battle Spirits
- 新網球王子（平等院鳳凰）
- 武士弗拉明戈（法官先生／弗拉明戈星人）
- 第一神拳（濱團吉）
- 未來卡片 戰鬥夥伴（傑克刀龍、握拳減混）
- 屬性同好會（配角父）
- 鬼燈的冷徹（鬼燈）
- FAIRY TAIL 新系列（艾爾夫曼）
- 黑執事 Book of Circus（阿格尼）
- 漫畫家與助手（富都編輯）
- 幕末Rock（井伊直弼）
- RAIL WARS!（駕駛、男）
- ALDNOAH.ZERO（弗拉德）
- 笑傲曇天（鷹峯誠一郎）
- 刀劍神域 II（艾基爾／安德魯·基爾巴特·米爾斯）
- 飆速宅男 GRANDE ROAD（金城真護）
- 名偵探柯南（倉西治）※第761~762話「加賀百萬石推理之旅」

2015年
- 死亡遊行（藤井）
- 美男高校地球防衛部LOVE！（尊達、猛男兄A）
- 亞爾斯蘭戰記（奇斯瓦特）
- 黑子的籃球 第三季（武內源太）
- 未來卡片 戰鬥夥伴100（傑克刀龍、握拳減混、双頭の魔犬 オルトロス）
- 潮與虎（吞石）
- GATE 奇幻自衛隊 在彼方的土地，如斯的戰鬥（富田章）
- 空戰魔導士培訓生的教官（雷亞爾·努亞）
- 我家有個魚乾妹（本場猛）
- 青年黑傑克（波普）
- 一拳超人（KING）

2016年
- 未來卡片 戰鬥夥伴100（淵神慈得留）
- 金田一少年之事件簿R 第2期（鯖木海人）
- Active Raid－機動強襲室第八課－（志村誠）
- GATE 奇幻自衛隊 在彼方的土地，如斯的戰鬥 第2期（富田章）
- 灰與幻想的格林姆迦爾（布蘭尼、鎧哥布林）
- 為美好的世界獻上祝福！（無頭騎士）
- 未來卡片 戰鬥夥伴DDD（傑克刀龍）
- 熊巫女（熊井那津）
- Concrete Revolutio～超人幻想～ THE LAST SONG（雨戶幸一）
- 烙印勇士（亞桑）
- 食戟之靈 貳之皿（美作昴）
- DAYS（豬原進）
- 亞爾斯蘭戰記 風塵亂舞（奇斯瓦特）
- 男子啦啦隊！！（堂本仁）
- Scared Rider Xechs （Grunbach）
- 美男高校地球防衛部LOVE！LOVE！（ダダチャ）
- 槍彈辯駁3 －The End of 希望峰學園－ 絕望篇（貳大貓丸）
- 槍彈辯駁3 －The End of 希望峰學園－ 希望篇（貳大貓丸）
- 勇利!!! on ICE（克里斯托夫·賈科梅蒂）

2017年
- 飆速宅男 NEW GENERATION（金城真護）
- ACCA13區監察課（拜恩）
- 為美好的世界獻上祝福！2（無頭騎士）
- ONE PIECE「海軍超新星篇」（伯納姆）
- 帶著智慧型手機闖蕩異世界。（雷恩）
- 名侦探柯南（澤田良介）※第860话「防盜系統的陷阱」
- Infini-T Force（拉加·坎）
- 戰刻夜血（馬場信春）
- 十二大戰（杜碟凱普）
- 食戟之靈 餐之皿（美作昴）
- Dies irae（蓋茲·馮·伯里希根）
- 鬼燈的冷徹 第貳期（鬼燈／加加知）
- 魔法使的新娘（スプリガン）
- 我家有個魚乾妹R（本場猛）
- 3月的獅子 第2期（山崎順慶）

2018年
- 飆速宅男 GLORY LINE（金城真護）
- 銀河英雄傳說 Die Neue These 邂逅（卡爾·古斯達夫·坎普）
- MEGALO BOX（勇利）
- 鬼燈的冷徹 第貳期 其之貳（鬼燈）
- 美男高校地球防衛部HAPPY KISS！（弗拉努伊）
- GRAND BLUE 碧藍之海（時田信治[1]）
- 佐賀偶像是傳奇（MC）
- 閃電十一人 俄里翁的刻印（可萊李昂·奧文）
- 刀劍神域 Alicization（艾基爾／安德魯·基爾巴特·米爾斯）
- 書店裡的骷髏店員本田（全罩式頭盔、男性客、苦惱的人、大叔）

2019年
- 盾之勇者成名錄（艾爾哈特）
- MIX（二階堂大輔）
- 一拳超人 第2期（KING）
- 凱洛與塔斯黛（斯吉普）
- 刀劍神域 Alicization War of Underworld（艾基爾／安德魯·基爾巴特·米爾斯）
- 海盜戰記（表倫）
- 炎炎消防隊（卡龍[2]）

2020年
- pet
- 蠟筆小新（監督、三芽輝男）
- Healin' Good ♥ 光之美少女（古埃瓦、炎實）
- 王者天下 第3期（臨武君）
- 屁屁偵探（はなながし）
- 格萊普尼爾（三部忠則）
- 炎炎消防隊 貳之章（卡龍）
- 刀劍神域 Alicization War of Underworld -THE LAST SEASON-（艾基爾）
- 富豪刑事 Balance:UNLIMITED（大統領）
- 食戟之靈 豪之皿（美作昴）
- 高校之神（徐閒良）
- 眾神眷顧的男人（竹林龍馬）
- 小碧藍幻想！（仁）
- 半妖的夜叉姬（渾沌）
- 憂國的莫里亞蒂（麥克洛夫特·福爾摩斯）

2021年
- WAVE!!〜サーフィンやっぺ!!〜（店長、SG哈馬）
- EX-ARM（阮）
- 真·中華一番！（亞刊）
- Healin' Good ♥ 光之美少女（洋菓子屋 店主）
- 魔卡派對（鱷介）
- 灼熱卡巴迪（六弦步）
- NOMAD MEGALO BOX 2（勇利）
- 我的英雄學院 第5期（第五代）
- 名侦探柯南（羽田浩司）
- 急戰5秒殊死鬥（大神一）
- 世界頂尖的暗殺者轉生為異世界貴族（特殊部隊隊員）
- 國王排名（阿庇司）
- 獻身給魔王伊伏洛基亞吧（マキディー）
- 吸血鬼馬上死（微小比基尼）

2022年
- 國王排名（瑞德）
- 泡泡糖忍戰（羅恩[3]）
- 超異域公主連結 Re:Dive Season 2（ヒロキ）
- 自稱賢者弟子的賢者（阿斯帕爾[4]）
- 幻想三國誌 -天元靈心記-（魍魎王）
- 盾之勇者成名錄 Season2（艾爾哈特）
- 愛在征服世界後（蛇炮熊）
- 青之蘆葦（伊達望[5]）
- 雀魂 PONG☆（齋藤治[6]）
- SPY×FAMILY間諜家家酒（比爾·沃金斯）
- 頂點!!!!!!!!!!!!!!!（谷誠二[7]）
- 新網球王子 U-17 世界盃（平等院鳳凰）
- 打工吧！！魔王大人（艾伯特）
- 卡片戰鬥!! 先導者 will+Dress（雨竜ムサシ）
- 盛開的阿斯諾特莉亞 吸！（ブルーノ・ブリンガー）
- 因為是反派大小姐所以養了魔王（加斯帕·瓦利爾[8]）
- BLEACH 千年血戰篇（茶渡泰虎）
- 入間同學入魔了！（歐若博司·可可[9]）
- 飆速宅男 LIMIT BREAK（金城真護）

2023年
- 尼爾：自動人形 Ver1.1a（輔助機042[10]、月面人類會議）
- 吸血鬼馬上死2（微小比基尼）
- 魔王學院的不適任者～史上最強的魔王始祖，轉生就讀子孫們的學校～ II（伊杰司·柯德）
- 我的英雄學院 第6期（第五代·萬繩大悟郎）
- 魔術士歐菲流浪之旅 阿邦拉馬篇（謎之男子）
- 海盜戰記 SEASON 2（表倫）
- 福星小子（旁白）
- MIX 第二季 ～第二個夏天，邁向晴空～（二階堂大輔）
- 她去公爵家的理由（尼克·馬達克斯）
- 魔術士歐菲流浪之旅 聖域篇（莢克[11]）
- 國王排名 勇氣的寶箱（阿庇司[12]）
- 帶著智慧型手機闖蕩異世界。2（雷恩）
- 可愛過頭大危機（バトル・スウォンク）
- 咒術迴戰（孔時雨[13]）
- 能幹貓今天也憂鬱（諭吉[14]）
- 妙廟美少女（男性朋友）
- 成為悲劇元凶的最強異端，最後頭目女王為了人民犧牲奉獻（羅德里格·貝列斯弗德[15]）
- 葬送的芙莉蓮（庫瓦爾[16]）
- 盾之勇者成名錄 Season3（艾爾哈特）
- 開闊天空！光之美少女（龍族）
- MF GHOST 燃油車鬥魂（石神風神[17]）
- 哥布林殺手II（宮廷魔術師）
- 不死不運（庫利德[18]）
- 闇影詩章F（艾爾迪）

2024年
- 佐佐木與文鳥小嗶（穆勒子爵[19]）
- 如果30歲還是處男，似乎就能成為魔法師（朝比奈）
- 金屬口紅（格勞馮·貝爾格[20]）
- 最弱魔物使開始了撿垃圾之旅。（里克貝特[21]）
- 魔女與野獸（處刑人）
- 為美好的世界獻上祝福！3（預告的人）
- 黑執事 寄宿學校篇（阿格尼）
- FAIRY TAIL魔導少年 百年任務（艾爾夫曼）
- 金肉人 完美超人始祖篇（水牛人[22]）
- 我的英雄學院 第7期（第五代·萬繩大悟郎）
- 為何我的世界被遺忘了？（巴爾蒙克）
- 新網球王子 U-17 WORLD CUP SEMIFINAL（平等院鳳凰）
- 機械臂（直人）
- MF GHOST 燃油車鬥魂 第2期（石神風神[23]）

2025年
- 魔法使的約定（文森特）
- 金肉人 完美超人始祖篇 Season 2（水牛人）
- 神劍闖江湖－明治劍客浪漫譚－ 京都動亂（荒戶流作[24]）
- 一桿青空（風祭大悟）
- SAKAMOTO DAYS 坂本日常（豹[25]）
- Dr.STONE 新石紀 SCIENCE FUTURE（布洛迪[26]）
- 魔神創造傳（沙拜・巴魯）
- 炎炎消防隊 參之章（卡龍[27]）
- 涅庫羅諾美子的宇宙恐怖秀（遊戲管理員[28]）
- Clevatess -魔獸之王與嬰兒與屍之勇者-（多雷爾[29]）
- 美男高校地球防衛部HAIKARA！（キャン[30]）
- NYAIGHT OF THE LIVING CAT 活屍貓之夜（田西[31]）
- GRAND BLUE 碧藍之海 Season 2（時田信治[32]）
- 強者的新傳說（森托斯[33]）
- 怪獸8號（長谷川榮治[34]）
- 一拳超人 第3期（KING[35]）

### OVA
2015年
- 黑執事 Book of Murder（阿格尼）
- 鬼燈的冷徹（鬼燈）

2016年
- FAIRY TAIL 妖精們的懲罰遊戲（艾爾夫曼）
- 一拳超人 #06「過於不可能的殺人事件」（KING）
- 熊巫女（熊井那津）
- FAIRY TAIL 妖精們的聖誕節（艾爾夫曼）

2017年
- 鬼燈的冷徹 OAD4（鬼燈）
- 食戟之靈 貳之皿「遠月十傑」（美作昴）

2017年
- 美男高校地球防衛部LOVE！LOVE！LOVE！（尊噠、噠噠恰）

2020年
- ACCA13區監察課 Regards（派因）[36]

2021年
- 魔法使的新娘 西方少年與青嵐騎士（史普里根）※隨著單行本第16－18冊特裝版的發行附贈Blu-ray

### Web動畫
2009年
- 義呆利 Axis Powers（德國）

2022年
- BASTARD!!暗黑破壞神（葛拉[37]）

2023年
- PLUTO ～冥王～（蒙布朗[38]）
- 魁!!令和的男塾（劍浦島太郎、毒島教官[39]）

2024年
- 與聲優夜遊 ANIMATION[40]
- 雀魂 槓！！（齋藤治[41]）

### 動畫電影
- 犬神! THE MOVIE 特命靈的捜査官·假名史郎!（變態A）
- 電影版BLEACH MEMORIES OF NOBODY（茶渡泰虎）
- 電影版BLEACH The DiamondDust Rebellion （茶渡泰虎）
- HELLS ANGELS（看門男）
- （金本得三）
- 劇場版 洛克人EXE 光與闇的遺產（カーネル）
- 超電影版SDガンダム三國伝～BraveBattleWarriors～（關羽高達）
- 銀幕義呆利 Axis Powers Paint it, White（德國）

2013年
- 顛倒的帕特瑪（邪苦）

2017年
- 刀劍神域劇場版 -序列爭戰-（艾基爾／安德魯·基爾巴特·米爾斯）

2018年
- 詩季織織「小小時裝秀」（史蒂夫）

2019年
- 劇場版 為美好的世界獻上祝福！紅傳說（貝爾迪亞）

2020年
- 剧场版 Fate/Grand Order - 神圣圆桌领域卡美洛 -前篇Wandering：Agateram-（亞格拉賓）

2021年
- 刀劍神域 Progressive 無星夜的詠嘆調（艾基爾／安德魯·基爾巴特·米爾斯）

2024年
- Code Geass 奪還的Roze（諾蘭·馮·琉內貝爾克[42]）
- 蠟筆小新：我們的恐龍日記（バブル・オドロキー[43]）

2025年
- 美男高校地球防衛部ETERNAL LOVE！（尊噠[44]、噠噠恰[45]、弗拉努伊[46]）
- 鳳仙花（堤[47]）

### 遊戲
- 阿修羅之怒（阿修羅）
- Animatrial 無終止的闇黑舞踏（惡魔）
- 新紀幻想 聖魔之魂Ⅱ（アンクロワイヤー）
- 穿越時空的貓 Another Eden （洛基德ロキド）
- 洛克人EXE 5 DS 雙生領袖（カーネル）
- 水之旋律（加加良真秋）
- BLEACH系列（茶渡泰虎）
- 無雙OROCHI系列（伏羲）
- 紅色天井豔妖綺譚（雷王）
- 鬼畜眼鏡（本多憲二）
- 鬼畜眼鏡R（本多憲二）
- 遙久時空5（高杉晉作）
- 遙久時空6（里谷村雨）
- Lamento -BEYOND THE VOID-（拉澤魯）
- 花町物語2-花陰~-堕ちた蜜華~（獅子尾豪）
- 快打旋風IV
- 超級機器人大戰系列
  - 第2次超級機器人大戰Z 破界篇（艾姆·萊伊哈特）
  - 第2次超級機器人大戰Z 再世篇（艾姆·萊伊哈特）
- 超級槍彈辯駁2 再見絕望校園（貳大貓丸）
- 蒼翼默示錄（阿茲萊爾）
- 蒼翼默示錄：交叉組隊戰（阿茲萊爾）
- STORM LOVER（日语：STORM LOVER）（酉水司）
- STORM LOVER 夏恋!!（酉水司）
- STORM LOVER 快!!（酉水司）
- 英雄傳說 閃之軌跡（維克特·S·亞爾賽德、「黑之艾貝利希」法蘭茲·盧格曼）
- 魔物獵人4（筆頭長槍手、男獵人聲音第20號）
- 白貓Project（奧加）
- 勇者鬥惡龍 Heroes II(2016.5.27發售)VI 哈桑
- 尼爾：自動人形（輔助機042）
- 尼爾：人工生命 ver.1.22474487139...（白書、郵差）
- 永遠的7日之都（夏狩、巴裘拉）
- JUMP FORCE（凯恩）
- 人中之龍5（相澤聖人）
- 人中之龍 維新！（原田左之助）
- 生化危机3 重制版（卡洛斯·奧利維拉）
- Fire Emblem Heroes （拉加爾托）
- 美男王子(金·格蘭德)
- 機戰傭兵VI 境界天火(COM)

### 廣播劇CD
- DEADLOCK（狄克）
- 可愛的人。VI（透）
- 武器種族傳說 -蒼空之戰旗-（傳說之地總統）
- Animatrial 無終止的闇黑舞踏 廣播劇CD 1 親友編 遙遠之日的記憶（惡魔）
- Animatrial 無終止的闇黑舞踏 廣播劇CD 2 暗黑編 結社之狂宴（惡魔）
- Animatrial 無終止的闇黑舞踏 廣播劇CD 3 王宮編 反逆之警鐘（惡魔）
- 戀之花（泰原弁護士）
- 梨園的貴公子（藤村虎之介）
- 義呆利 Axis Powers(Axis Powers hetalia)（德/國（路德維希））

### BL CD
- 妄想エレキテル（本木文博）
- 僕の先輩（二宮三郎）
- 御曹司の口説き方（宝生虎之介）
- Critical Lovers（鷹藤志信）
- 花陰‧堕ちた蜜華─陽炎（獅子尾豪）
- 鬼畜眼鏡（本多憲二）
- 鳴鳥不飛（影山）

### 外語片配音
- 浩劫餘生

### 人偶劇
2016年
- Thunderbolt Fantasy 東離劍遊紀（殘凶）

## 外部連結
- 安元洋貴 Official Web Site (關閉中)（日語）
- 事務所公開簡歷（页面存档备份，存于）（日語）